# Zinaïda Kirienko
Pour les articles homonymes, voir Kirienko.
Zinaïda Mikhaïlovna Kirienko (en russe : Зинаида Михайловна Кириенко), née le 9 juillet 1933 à Makhatchkala (république socialiste soviétique autonome du Daghestan, URSS) et morte le 12 février 2022 à Moscou (Russie), est une actrice russe.

## Filmographie
- 1957 : Le Don paisible  (Tikhiy Don) de Sergueï Guerassimov : Natalia
- 1959 : Le Destin d'un homme (Sudba cheloveka) de Sergueï Bondartchouk : Irina
- 1961 : Récit des années de feu (Povest plamennykh let) de Ioulia Solntseva
- 1977 : Destin (Soudba) de Evgueni Matveev
- 2002 : Lettres à Elza (Pisma k Elze)